# Tay Zonday
Adam Nyerere Bahner, mais conhecido pelo seu pseudônimo Tay Zonday,é um cantor e locutor americano. Ficou conhecido como fenômeno da internet em 2007 pelo seu vídeo "Chocolate Rain", no YouTube, e também por possuir uma voz extremamente grave.

## Biografia

### Chocolate Rain
Em 2007, Zonday postou em seu canal do Youtube sua música mais conhecida, "Chocolate Rain". A música causou uma forte repercussão mundial, e pouco tempo depois entrou para um dos vídeos mais vistos do Youtube. Tay é considerado um fenômeno da internet, sendo que sua música já foi tocada por músicos como John Mayer e o baterista do Green Day, Tré Cool. Além disso, teve sua participação no célebre videoclipe da música "Pork and Beans", da banda Weezer, e gravou um comercial para o browser Firefox. Tay Zonday já foi entrevistado pela CNN e regravou o famoso slogan "This is CNN", que ficou oficial durante semanas .

## Vídeos mais vistos
- Chocolate Rain
- Explode
- Internet Dream
- Too Big For You
- Baby I'm Not
- You're A Mean One Mr. Grinch
- Do The Can't Dance